# Gottfried Grote

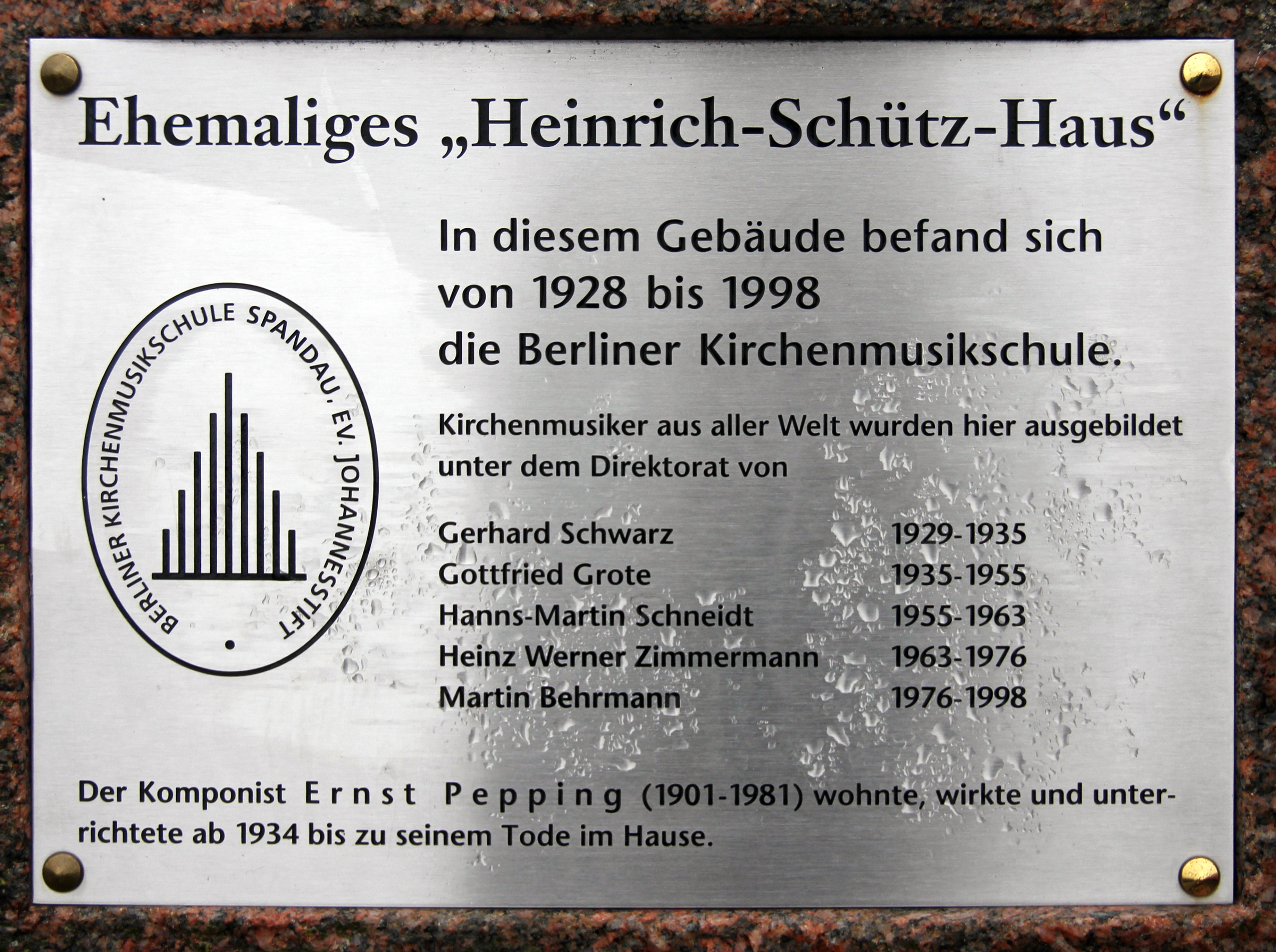
Gedenktafel am „Janusz-Korczak-Haus“, Schönwalder Allee 26, in Berlin-Hakenfelde

Gottfried Grote (* 15. Mai 1903 in Oberfrohna; † im Juli 1976 in Berlin) war ein deutscher Kirchenmusiker.
Im protestantisch geprägten Bergischen Land aufgewachsen, studierte Grote ab 1923 Musik zunächst in Berlin bei Walter Fischer, dann in Köln bei Heinrich Boell.
Grote war von 1926 bis 1935 Organist und Chorleiter des Barmer Bach-Vereins, dem Vorgängerchor der Wupperfelder Kantorei an der Alten Wupperfelder Kirche. 1935 wurde er Kantor und Organist des Johannesstiftes in Berlin-Spandau und zugleich Direktor der Berliner Kirchenmusikschule im Johannesstift. Auch wurde Grote Professor am Städtischen Konservatorium. Er leitete ab 1955 den Staats- und Domchor Berlin. Bekannt wurde er vor allem als Herausgeber des Geistlichen Chorliedes („Der Grote“).
Grote war ein besonderer Heinrich-Schütz-Verehrer. Er arrangierte in seiner Wupperfelder Zeit das 3. Heinrich-Schütz-Fest in Deutschland. Eine langjährige und intensive Zusammenarbeit verband ihn mit Ernst Pepping, von dem er viele Chorwerke mit der Spandauer Kantorei und dem Staats- und Domchor uraufführte.
Schüler von Gottfried Grote waren unter anderem in seiner Wupperfelder Zeit Ewald Dorfmüller, Vater des Organisten Joachim Dorfmüller, sowie in der Spandauer Zeit Heinrich Poos, Helmut Barbe und Dietrich W. Prost.

## Veröffentlichungen
- mit Alfred Stier: Der helle Ton. Eichenkreuz, Wuppertal-Barmen 1932.
- mit Alfred Stier: Ein neues Lied. Burckhardthaus, Berlin 1933.
- mit Alfred Stier: Jungenwacht-Lieder. Jungenwacht, Wesermünde-Lehe 1937.
- Geistliches Chorlied. 1949. 16. Auflage: Merseburger, Kassel 1992.
- Adam Adrio, Gottfried Grote (Hrsg.): Bach: Choralgesänge. Evangelische Verlags-Anstalt, Berlin 1950.
- Ernst Peppings Spandauer Chorbuch. Schott, Mainz 1962.